# Свитава
Свитава (чеш. Svitava) је река у Моравији, у Чешкој републици.
Река тече кроз округ Свитави у Пардубичком крају, и Бланско и Брно у Јужноморавском крају, где се улива у реку Свратку.
Дужина реке је 97 km, а површина слива је 1150 km².